# Nati nel 2008
| Questa pagina contiene informazioni ricavate automaticamente dalle voci biografiche con l'ausilio del template Bio e di un bot. L'aggiornamento è periodico e automatico e ricostruisce completamente la pagina. Se manca una persona in questa lista, sei pregato di non aggiungerla, ma accertati piuttosto che la sua voce biografica contenga il template Bio e che i dati anagrafici siano correttamente compilati. Se il template Bio manca, inseriscilo tu stesso o, in alternativa, metti l'avviso {{tmp\|Bio}} che ne segnala la mancanza. Se i dati riportati sono sbagliati, correggi direttamente la voce biografica; le modifiche saranno visibili in questa lista entro pochi giorni. Per chiarimenti vedi il progetto biografie. La lista contiene solo le 89 persone che sono citate nell'enciclopedia e per le quali è stato implementato correttamente il template Bio. Pagina aggiornata al 18 ago 2025. |

## Gennaio(13)
- 3 gennaio - Raegan Revord, attrice statunitense
- 4 gennaio - Oliver Dawson, nuotatore canadese
- 4 gennaio - Tina Erzar, saltatrice con gli sci slovena
- 4 gennaio - Rayssa Leal, skater brasiliana
- 8 gennaio - Marion Droz Vincent, combinatista nordica francese
- 8 gennaio - Quincy Wilson, velocista statunitense
- 24 gennaio - Ibrahim Mbaye, calciatore francese
- 25 gennaio - Makpal Kalmurzayeva, nuotatrice artistica kazaka
- 28 gennaio - Ameerah Wardatul Bolkiah, principessa bruneiana
- 28 gennaio - Ivanna Burba, nuotatrice artistica ucraina
- 29 gennaio - Giuseppe Pirozzi, attore italiano
- 30 gennaio - Sara Ciocca, attrice e doppiatrice italiana
- 30 gennaio - Nao Shirahase, nuotatrice artistica giapponese

## Febbraio(10)
- 1º febbraio - Amelie Blumenthal Haz, nuotatrice artistica tedesca
- 2 febbraio - Nacho Antonetti, calciatore portoricano
- 12 febbraio - Ozan Demirbağ, calciatore turco
- 14 febbraio - Estella Karamanidou, nuotatrice artistica greca
- 17 febbraio - Lilli Tagger, tennista austriaca
- 23 febbraio - Honest Ahanor, calciatore italiano
- 25 febbraio - Alexandra Lerman, nuotatrice artistica israeliana
- 27 febbraio - Haine Eames, calciatore australiano
- 29 febbraio - Jorthy Mokio, calciatore belga
- 29 febbraio - Lou Thuillier, nuotatrice artistica francese

## Marzo(15)
- 10 marzo - Francesco Camarda, calciatore italiano
- 10 marzo - Laura Samson, tennista ceca
- 12 marzo - Tyra Caterina Grant, tennista italiana
- 13 marzo - Rudy Matondo, calciatore francese
- 14 marzo - Abby Ryder Fortson, attrice statunitense
- 14 marzo - Juan Cruz Meza, calciatore argentino
- 15 marzo - Marto Bojčev, calciatore bulgaro
- 17 marzo - Elizaveta Brener, nuotatrice artistica russa
- 19 marzo - Máximo Quiles, pilota motociclistico spagnolo
- 19 marzo - Shin Ji-a, pattinatrice artistica su ghiaccio sudcoreana
- 23 marzo - Zé Lucas, calciatore brasiliano
- 24 marzo - Julian Hall, calciatore statunitense
- 28 marzo - Nicolás Azambuja, calciatore uruguaiano
- 28 marzo - Gustav De Waele, attore belga
- 28 marzo - Kenaz Kaniwete, velocista gilbertese

## Aprile(5)
- 4 aprile - Hinano Kusaki, skater giapponese
- 16 aprile - Eleonora del Belgio, principessa belga
- 17 aprile - Alisa Kulyk, nuotatrice artistica ucraina
- 22 aprile - Duru Kanberoğlu, nuotatrice artistica turca
- 22 aprile - Zhou Liran, scacchista statunitense

## Maggio(6)
- 2 maggio - Aldiyar Ramazanov, nuotatore artistico kazako
- 7 maggio - Vasilije Novicić, calciatore serbo
- 8 maggio - Muye Guo, sincronetto cinese
- 15 maggio - Choe Wi-hyon, tuffatore nordcoreano
- 23 maggio - Leya Kırşan, attrice turca
- 26 maggio - Olena Verbinska, nuotatrice artistica canadese

## Giugno(4)
- 4 giugno - Hezly Rivera, ginnasta statunitense
- 7 giugno - Amara Diouf, calciatore senegalese
- 10 giugno - Helena Zengel, attrice tedesca
- 15 giugno - Oliver Martin, snowboarder statunitense

## Luglio(6)
- 3 luglio - Albina Omirserikova, nuotatrice artistica kazaka
- 7 luglio - Sky Brown, skater e surfista britannica
- 13 luglio - Giulia Lusini, velista italiana
- 15 luglio - Iain Armitage, attore statunitense
- 16 luglio - Tia Malovrh, combinatista nordica slovena
- 31 luglio - Michael Noonan, calciatore irlandese

## Agosto(9)
- 7 agosto - Anastasiya Dmytriv, nuotatrice spagnola
- 7 agosto - Leonardo Reale, schermidore italiano
- 12 agosto - Dastan Satpaev, calciatore kazako
- 19 agosto - Oleksandra Gorec'ka, nuotatrice artistica ucraina
- 26 agosto - Kokona Hiraki, skater giapponese
- 26 agosto - Daria Prynko, nuotatrice artistica ucraina
- 27 agosto - Barbora Kalvodová, nuotatrice artistica ceca
- 27 agosto - Marie Moen Preus, calciatrice norvegese
- 30 agosto - Djylian N'Guessan, calciatore francese

## Settembre(2)
- 12 settembre - Elena Šabanova, nuotatrice artistica russa
- 18 settembre - Jackson Robert Scott, attore statunitense

## Ottobre(9)
- 9 ottobre - Mariya Hrynishyna, nuotatrice artistica ucraina
- 9 ottobre - Uliana Hrynishyna, nuotatrice artistica ucraina
- 14 ottobre - Gilberto Mora, calciatore messicano
- 16 ottobre - Heta Hirvonen, combinatista nordica e saltatrice con gli sci finlandese
- 17 ottobre - Vivien Jackl, nuotatrice ungherese
- 26 ottobre - Karolína Jetmarová, nuotatrice artistica ceca
- 30 ottobre - Anna-Marija Fomičeva, nuotatrice artistica russa
- 30 ottobre - Mao Shimada, pattinatrice artistica su ghiaccio giapponese
- 31 ottobre - Esmanur Yirmibeş, nuotatrice artistica turca

## Novembre(3)
- 3 novembre - Choi Gaon, snowboarder sudcoreana
- 11 novembre - Aleksandra Klenina, nuotatrice artistica russa
- 19 novembre - Naia Laso, skater spagnola

## Dicembre(4)
- 7 dicembre - Summer Fontana, attrice statunitense
- 29 dicembre - Chen Yujie, velocista cinese
- 29 dicembre - Ayda Salepcioğlu, nuotatrice artistica turca
- 31 dicembre - Evie Templeton, attrice britannica

## Senza giorno specificato(3)
- Logan Grosdidier, sciatrice alpina statunitense
- Luke Harrold, sciatore freestyle neozelandese
- William Hällqvist, sciatore alpino svedese